# Iafeta Sua’mene
Iafeta Sua’mene (* 9. März 1946) ist ein ehemaliger samoanischer Zehnkämpfer.
Bei den British Commonwealth Games 1974 in Christchurch wurde er Sechster. 
Von 1972 bis 1977 wurde er sechsmal in Folge Neuseeländischer Meister.

## Bestleistungen
- Stabhochsprung: 3,80 m, 15. März 1975, Christchurch (samoanischer Rekord)
- Weitsprung: 7,15 m, März 1976, Hamilton (samoanischer Rekord)
- Zehnkampf: 6953 Punkte, 15. März 1975, Christchurch (samoanischer Rekord)

| Personendaten    | Personendaten            |
| ---------------- | ------------------------ |
| NAME             | Sua’mene, Iafeta         |
| KURZBESCHREIBUNG | samoanischer Zehnkämpfer |
| GEBURTSDATUM     | 9. März 1946             |